# Pabellón Juan Vizcarro
El Pabellón Juan Vizcarro es un pabellón del municipio de Peñíscola, España. Es la sede del equipo de fútbol sala Peñíscola FS, de Primera División y del equipo de baloncesto BC Peñíscola de Primera Nacional.

## Nombre
En junio de 2022 se aprobó nombrar Juan Vizcarro al Pabellón Municipal en honor al fallecimiento del que era presidente del Peñíscola Fútbol Sala.

## Eventos
Se disputan partidos de Primera División de fútbol sala.
Se disputan partidos de Primera Nacional de Baloncesto.

## Datos
- Pista principal de parquet.
- Capacidad para 1200 espectadores.